# East Renfrewshire
East Renfrewshire (en gaélico escocés: Siorrachd Rinn Friù an Ear) es un concejo de Escocia (Reino Unido). Limita con los concejos de North Ayrshire, East Ayrshire, Renfrewshire, South Lanarkshire y Glasgow. La capital administrativa es Giffnock.
East Renfrewshire pertenecía al antiguo condados de Renfrewshire hasta 1975. Desde ese año perteneció a la región de Strathclyde hasta que en 1996 volvió a modificarse la organización administrativa de Escocia y se formó el nuevo concejo de East Renfrewshire con el territorio del antiguo distrito de Eastwood y añadiéndosele la localidad de Barrhead que pertenecía al distrito de Renfrew. 

## Localidades con población ( año 2016)
- Barrhead 17,610
- Busby 3,250
- Clarkston  9,860
- Eaglesham 3,400
- Giffnock 12,300
- Neilston 5,170
- Netherlee 4,600
- Newton Mearns 26,600
- Stamperland 3,640
- Thornliebank 4,070
- Uplawmoor 610
- Waterfoot 1,330[5]